# Lebetus guilleti
Lebetus guilleti is een straalvinnige vis uit de familie van grondels (Gobiidae) en behoort derhalve tot de orde van baarsachtigen (Perciformes). De vis kan een lengte bereiken van 2 cm.

## Leefomgeving
Lebetus guilleti is een zoutwatervis. De vis prefereert een gematigd klimaat en leeft hoofdzakelijk in de Atlantische Oceaan. Bovendien komt Lebetus guilleti voor in de Middellandse Zee. De diepteverspreiding is 0 tot 30 m onder het wateroppervlak.

## Relatie tot de mens
Lebetus guilleti In de hengelsport wordt er weinig op de vis gejaagd.